# Husum
Husum (frísky Hüsem) je okresní město ve spolkové zemi Šlesvicko-Holštýnsko v severním Německu, na břehu Severního moře. Je důležitým námořním přístavem.

## Kultura

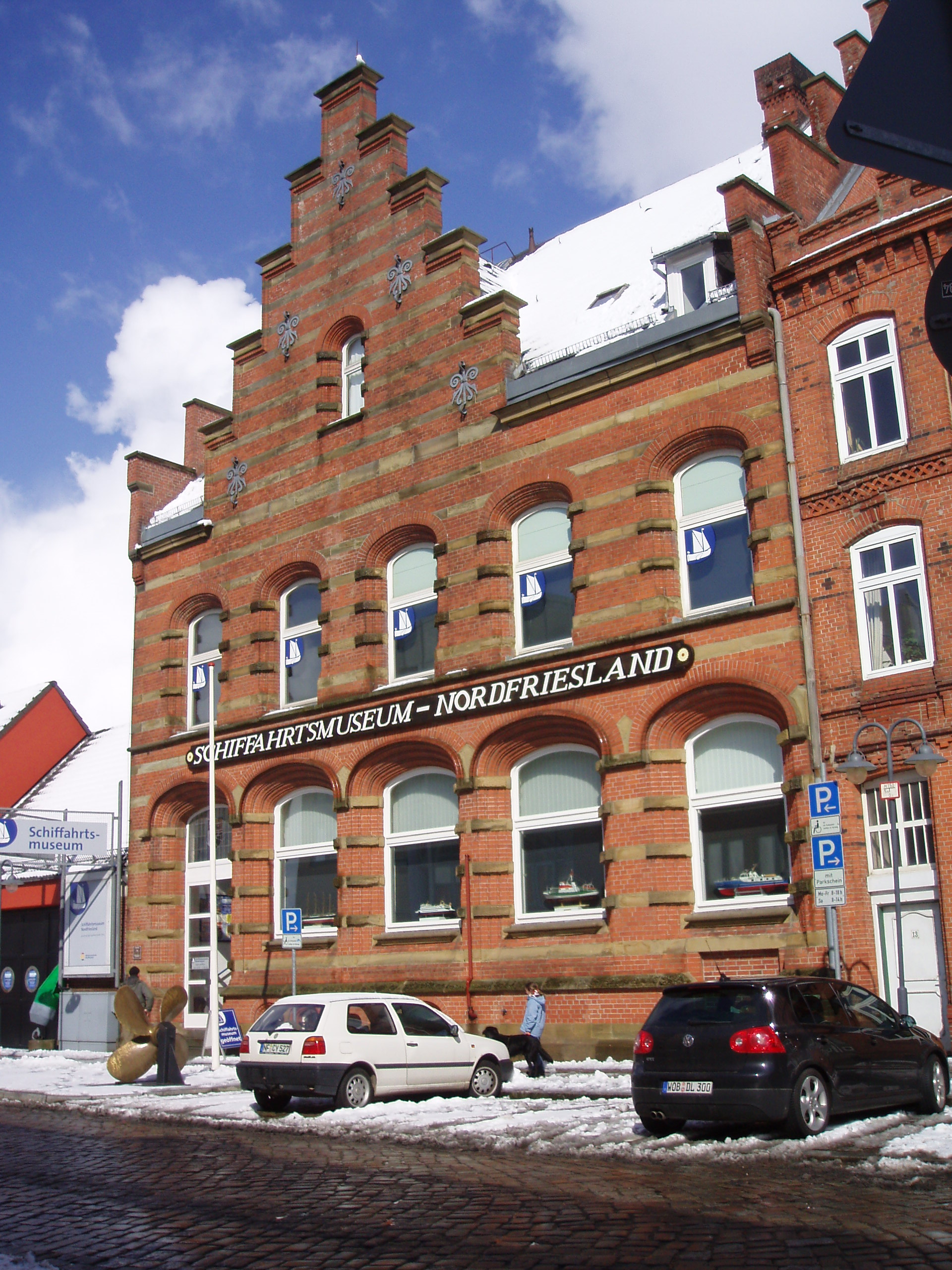
Pohled na muzeum loďařství.

- Theodor-Storm-Haus - dům zdejšího rodáka Theodora Storma.
- Schifffahrtsmuseum Nordfriesland - muzeum loďařství.
- Ostenfelder Bauernhaus - nejstarší "open air" muzeum v Německu.

- Marienkirche - kostel sv. Marie.
- Husumský zámek - zámek založený v r. 1582